# 12323 Haeckel
12323 Haeckel este un asteroid din centura principală de asteroizi.

## Descriere
12323 Haeckel este un asteroid din centura principală de asteroizi. A fost descoperit pe 4 septembrie 1992 la Tautenburg de Freimut Börngen și Lutz Dieter Schmadel. Asteroidul prezintă o orbită caracterizată de o semiaxă mare de 2,20 ua, o excentricitate de 0,15 și o înclinație de 4,2° în raport cu ecliptica.